# Косинус версус
Косинус версус је тригонометријска функција {\displaystyle y=\operatorname {vercos} x=1-\sin x,} слика десно.
Чита се и веркосинус. Појам је уведен у математику у 17. веку, али данас то име веома ретко срећемо. Граф функције веркосинус је синусоида, то је граф функције синус, транслиран за један горе.
Функција је дефинисана свугде. Нуле су {\displaystyle \left({\frac {\pi }{2}}+2k\pi ,0\right),} а за све остале х је позитивна. Основни период је 2π. Минимуми су у нулама, максимуми су {\displaystyle \left(-{\frac {\pi }{2}}+k\pi ,2\right).}
Латински: co (скраћено од complementum) - допуна, sinus - испупчење, набор, versus - обрнут, kosinus versus - обрнути косинус.